# Der Schuß im Tonfilmatelier
Der Schuß im Tonfilmatelier ist ein deutscher Kriminalfilm aus dem Jahre 1930, der sich besonders die Möglichkeiten des neuen (Tonfilm-)Mediums gezielt zunutze machte. Unter der Regie von Alfred Zeisler spielen Gerda Maurus und Harry Frank die Hauptrollen.

## Handlung
Handlungsspielraum ist ein Atelier des soeben eingeführten Tonfilms, und die Innovation des aufgenommenen, gesprochenen Wortes ist zielführend bei der Ermittlung des Täters eines an diesem ungewöhnlichen Ort verübten Verbrechens. Während eines dramatischen Eifersuchtsdramas, das soeben im Studio abgedreht wird, geschieht ein Mord. Man hört einen Schuss, und die blonde Filmdiva Maurus erschießt – mit Platzpatronen, so ist es vorgesehen – ihre brünette Kollegin Saylor vor laufender Kamera. Die soll getroffen zu Boden sinken, denn die dunkelhaarige Kollegin spielt die Rivalin der Blondine. Wie vorgesehen sinkt die Getroffene zu Boden, doch sie ist ganz real tot. Irgendjemand hat die Platzpatronen gegen echte, todbringende Munition ausgetauscht, um den perfekten Mord durch eine Unschuldige, die Maurus, verüben zu lassen. Die Kriminalpolizei wird verständigt, und Kriminalrat Holzknecht sowie Kriminalkommissar Möller nehmen ihre Ermittlungen auf. Als erstes geraten die Stars Maurus und Frank in Verdacht, doch sie erweisen sich als unschuldig.
Die Tätersuche gestaltet sich als ziemlich schwierig, denn jeder könnte es gewesen sein, und so mancher der Verdächtigen hat auch ein Motiv. Die Waffe ist vorübergehend verschwunden, und die Nachforschungen der beiden Polizeibeamten laufen anscheinend ins Leere, denn eine heiße Spur gibt es nicht und alle anderen erweisen sich als falsche Fährten. Auch die Verhöre aller Anwesenden bringen keine erhellenden Erkenntnisse. Damit sich der Mörder zwischenzeitlich nicht aus dem Staub machen kann, werden die Studiotore vorübergehend geschlossen. Die entscheidende Spur zur Lösung des vertrackten Falls offenbart ausgerechnet das Tonstudio selbst, die wichtigste Erfindung bei der Einführung des Tonfilms. Der Cheftontechniker nimmt nämlich auch vor Beginn der Filmaufnahmen zu Testzwecken Gespräche auf, um damit seine Tonapparatur richtig einzustellen. Dieses Testmaterial wird jedoch vom Tonschnitt weggeworfen, sobald die Einrichtung abgeschlossen ist. Im Schnittraum bittet die Polizei deshalb die Editorin, das weggeworfene Tonmaterial noch einmal zusammenzufügen. Und tatsächlich hört man darauf die Stimme des Täters, als der sich der heruntergekommene Bruder der ermordeten Schauspielerin erweist. 

## Produktionsnotizen
Der Schuß im Tonfilmatelier entstand zwischen dem 26. Mai und dem 14. Juni 1930 in den Ufa-Ateliers Neubabelsberg, dem heutigen Studio Babelsberg in Potsdam. Neben Aufnahmen auf den Freigeländen des Filmstudios entstand der überwiegende Teil der Szenen im so genannten „Tonkreuz“, dem ersten ausschließlich für Tonfilmaufnahmen gebauten Ateliergebäude in Europa. Erich Leistner zeichnete für den Ton verantwortlich. Regisseur Alfred Zeisler übernahm auch die Produktionsleitung, Willi A. Herrmann und Herbert Lippschitz entwarfen die Filmbauten. 
Der Film wurde am 25. Juli 1930 in Berlins Ufa-Palast am Zoo uraufgeführt. Die Wiener Premiere war am 29. August 1930.

## Wissenswertes
Ideenlieferant Curt Siodmak hatte den Stoff nach einer umfangreichen Führung durch das neue Ufa-Tonstudio in Neubabelsberg mit all seinen Aufnahmeeinrichtungen entwickelt und in kürzester Zeit ein Exposé entworfen, das er zwei Tage später schließlich Regisseur Zeisler zur Verfilmung anbot. Der griff zu, und dieser Film entstand.

## Kritiken
Im Neuen Wiener Journal ist nach der österreichischen Premiere Folgendes zu lesen: „Ein wirklicher spannender Film, der ein neues Genre kreiert, das wir gern willkommen heißen, weil es den Sprechfilm um eine Anzahl neuer Wirkungsmöglichkeiten bereichert. Hier triumphiert der Film unleugbar über das Theater. Ungeahnte Perspektiven eröffnen sich dieser neuen Kunstform, der keine Grenzen gesetzt sind. (…) Gut gesehen und geschildert die einzelnen Typen des Tonfilmateliers … Exakt die einfallsreiche Regie Zeislers.“

„„Der Schuß im Tonfilmatelier“ … hat die Welt des Verbrechens ihrer falschen Romantik entkleidet und auf ein gewissermaßen bürgerliches Niveau zurückgeführt. (…) Die Handlung ist ganz auf die Besonderheiten des Tonfilms abgestellt. Die Aufklärung eines Mordes gelingt nur mit Hilfe von Indizien, die an keiner anderen Stelle als eben im Tonfilmatelier zu finden sind.“

Im Lexikon des Internationalen Films heißt es: „Kriminalfilm, an dem weniger die Aufklärung des Falls fasziniert als der Versuch, die neuen Möglichkeiten des Tonfilms selbst als Handlungselement zu nutzen.“